# Alfred Dulin
Alfred Olsen-Dulin, född 1894, död omkring 1960. Dulin var norskfödd frälsningsofficer verksam i USA. Han finns representerad i 1986 års psalmbok med tonsättningen till den mycket välkända psalmen Som en härlig gudomskälla ("Pärleporten") (1986 nr 235). Tonsättningen anses vara gjord före 1917 då texten skrevs till en befintlig tonsättning, vilket innebär att det skedde innan Dulin var 23 år gammal.